# Ingersauel
Ingersauel ist ein Weiler, der zur Stadt Lohmar im Rhein-Sieg-Kreis in Nordrhein-Westfalen gehört.

## Geographie
Ingersauel liegt im Nordosten des Stadtgebietes von Lohmar. Umliegende Ortschaften sind Neuheim und Kuckenbach im Norden, Meisenbach und Ohlig im Nordosten, Schmitten im Südosten, Rippert im Süden, Naafmühle, Naaf und Büchel im Südwesten, Mailahn und Höffen im Westen sowie Heide, Unterstesiefen und Saal im Nordwesten.
Im Norden und im Westen fließen zwei namenlose orographisch rechte Nebenflüsse des Naafbach an Ingersauel entlang. Im Osten und im Süden fließt der Naafbach, ein linker Nebenfluss der Agger, um Ingersauel herum.

## Geschichte
Im Jahre 1885 hatte Ingersauel 53 Einwohner, die in 15 Häusern lebten.
Nach einem Adressbuch aus dem Jahre 1901 wohnten im Ort Ingersauel fünf Ackerer, fünf Handwerker, ein Viktualienhändler und ein Oblatenfabrikant.
Bis 1969 gehörte Ingersauel zu der bis dahin eigenständigen Gemeinde Wahlscheid.
Die Ingelsaueler Mühle wurde 1977 im Rahmen der Planung für die Naafbachtalsperre niedergelegt. Das Gasthaus Ingersauler Mühle wird heute als Wohnhaus genutzt. Es steht auf dem Gemeindegebiet von Seelscheid auf der linken Naafseite.

## Sehenswürdigkeiten
- In Ingersauel befinden sich mehrere unter Denkmalschutz gestellte Fachwerkhäuser und -hofanlagen (Ingersauel 2, 3, 4, 8, 9, 10, 14, 16)[6][7]
- Ingersauel liegt im überregional bekannten Naturschutzgebiet Naafbachtal.
- etwas oberhalb von Ingersauel steht ein Friedenskreuz an den seit 2000 jährlich ein ökumenischer Gottesdienst der umliegenden Gemeinde abgehalten wird[8]

## Wanderwege
folgende Wanderwege gehen durch Ingersauel:
- der Rundwanderweg A2[9] ab Höffen des Sauerländischen Gebirgsvereins (SGV),
- der Weitwanderweg „<3“[10] des Kölner Eifelvereins,
- der Rundwanderweg „Eisvogelweg“[11] des Sauerländischen Gebirgsvereins,
- der Rundwanderweg Bergischer Streifzug Nr. 19 „Kräuterweg“[12] des Bergischen Wanderlandes.

## Verkehr
Ingersauel liegt an der Kreisstraße 16. Das Anruf-Sammeltaxi ergänzt den ÖPNV. Ingersauel gehört zum Tarifgebiet des VRS.